# Viola dolichocentra
Viola dolichocentra är en violväxtart som beskrevs av Viktor Petrovitj Botjantsev. Viola dolichocentra ingår i släktet violer, och familjen violväxter. Inga underarter finns listade i Catalogue of Life.